# Paraphauloppia planissima
Paraphauloppia planissima är en kvalsterart som beskrevs av P. Balogh 1988. Paraphauloppia planissima ingår i släktet Paraphauloppia och familjen Oribatulidae. Inga underarter finns listade i Catalogue of Life.